# بوجانا نوفاكوفيتش
بوجانا نوفاكوفيتش (بالصربية: Бојана Новаковић)‏ (بالإنجليزية: Bojana Novakovic)‏ هي ممثلة صربيا وأسترالية، ولدت في 17 نوفمبر 1981 في صربيا.

## أعمال

### أفلام
- (2008) 7 أرطال[5][6]
- (2009) اسحبني إلى الجحيم[6][7]
- (2010) حافة الظلام[8][9]
- (2010) ديفل[10][9]
- (2017) أنا، تونيا

## وصلات خارجية
- بوجانا نوفاكوفيتش على موقع IMDb (الإنجليزية)
- بوجانا نوفاكوفيتش على موقع ألو سيني (الفرنسية)
- بوجانا نوفاكوفيتش على موقع أول موفي (الإنجليزية)
- بوجانا نوفاكوفيتش على موقع قاعدة بيانات الأفلام السويدية (السويدية)
- بوجانا نوفاكوفيتش على موقع قاعدة بيانات الفيلم (الإنجليزية)
- بوجانا نوفاكوفيتش على موقع كينوبويسك (الروسية)